# Clube Atlético Monte Alegre
O Clube Atlético Monte Alegre (acrónimo: CAMA) é um clube esportivo brasileiro sediado na cidade de Telêmaco Borba, no estado do Paraná. Seu principal feito foi o título do Campeonato Paranaense de 1955.

## História
A origem do clube esta ligado ao Klabin Esporte Clube, proveniente dos funcionários da indústria de papel de mesmo nome. O Klabin tinha sua sede em Harmonia. Como forma de homenagear e divulgar o local, pois a sede da empresa esta localizada na fazendo Monte Alegre, o clube passou a ter a nova denominação de Clube Atlético Monte Alegre (C.A.M.A.) sendo oficializado em 1º de maio de 1946.
Mesmo já oficializado como CAMA a equipe continuou utilizando o antigo nome (Klabin E.C.) por mais algum tempo. As cores do novo clube são uma homenagem do Sport Club Corinthians Paulista, sendo a branca e a preta. A primeira vez que o CAMA utiliza o novo uniforme é em 25 de abril de 1948, no jogo contra o Vasco da Gama de Ponta Grossa onde ganhou o jogo por 5x2. A mascote do time era a Pantera Negra, devido as cores do time.
O estádio de Harmonia passa a ser denominado de “Estádio Dr. Horácio Klabin” com capacidade de 12.000 espectadores e foi inaugurado em 10 de abril de 1949 com o jogo entre os convidados: Clube Atlético Paranaense e Sport Club Corinthians Paulista com o resultado final de 3x3. Com o passar dos anos o estádio ganhou o apelido de “Cemitério dos Líderes”, pois as equipes da capital tinham o hábito de perder para o dono da casa neste local.

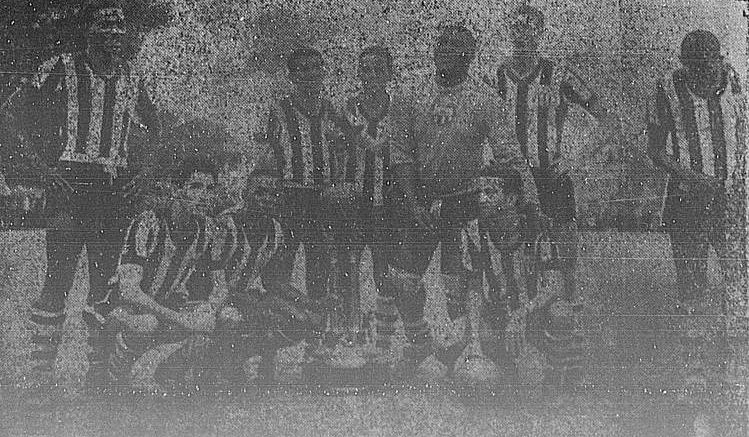
Equipe campeã estadual de 1955

Durante os seus primeiros anos de vida, a equipe se dedicou ao futebol amador. Em 15 de novembro de 1949 realizou a sua primeira partida contra uma equipe profissional, contra o Ferroviário de Curitiba, que venceu por 6 a 3. Em 1951, a equipe solicitou a sua inscrição no campeonato paranaense e realizou sua primeira partida oficial no dia 13 de maio contra o Palestra Itália em Curitiba e perdeu por 2 a 1. Nesta sua primeira temporada a equipe ficou no bloco intermediário, vencendo 7 partidas e perdendo 9 sem empatar nenhum jogo. Marcou e sofreu o mesmo número de gols: 31.

### Era de ouro e licenciamento (1952–56, 1957–)
Em 1952 o CAMA ficou em 4º lugar no estadual e fez o artilheiro, com Taico, que balançou as redes por 20 vezes. Em 1953 ficou em sexto, e em 1954, em terceiro, mas com o artilheiro do certame, novamente Taíco, desta vez marcando 22 gols.
Em 1955, o CAMA sagrou-se a primeiro clube do interior paranaense a ser campeão estadual. Treinado por Ruy Castro dos Santos, apelidado de "Motorzinho", conquistou os dois primeiros turnos daquela edição, fazendo com que disputasse a final em 3 jogos contra o Ferroviário, campeão do terceiro turno. O primeiro jogo foi no dia 8 de abril de 1956, na qual ocorreu um empate por 2–2. O segundo jogo foi no dia 15 de abril, com uma vitória por 3–1. O terceiro jogo foi no dia 22 de abril, em Curitiba, na Arena da Baixada com mais uma vitória, desta vez por 1–0, com gol de Nelson, sagrando-se campeão inédito da competição. Com esse título ganhou manchete nacional destacando a conquista.
Em 1956, após terminar na 3.ª colocação do campeonato estadual, licenciou-se no ano seguinte alegando dificuldades financeiras para se manter no futebol profissional, nunca mais retornando. Chegou a tentar em 1965 e 1967, mas novamente pelas dificuldades financeiras não deu certo. No futebol amador, foi campeão da Taça Paraná, então "Campeonato Amador do Estado" em 1962, fundindo seu departamento de futebol ao do GERA, de Apucarana, algum tempo depois. Atualmente é apenas um clube social da cidade.

## Títulos
| ESTADUAIS | ESTADUAIS             | ESTADUAIS | ESTADUAIS  |
|           | Competição            | Títulos   | Temporadas |
| --------- | --------------------- | --------- | ---------- |
|           | Campeonato Paranaense | 1         | 1955       |